# 轮叶蒲桃
轮叶蒲桃（学名：Syzygium grijsii）为桃金娘科蒲桃属的植物，是中国的特有植物。分布在中国大陆的江西、广东、浙江、福建、广西等地，生长于海拔200米至1,500米的地区，常生长在山坡灌丛、山坡溪边、山坡林中、山谷以及杉林中，目前尚未由人工引种栽培。